# تپه تخت شاه ۱۱
تپه تخت شاه ۱۱ مربوط به سده‌های ۶ تا ۹ ه.ق است و در شهرستان زابل، بخش میانکنگی، شهر محمد، دهستان قرقری، ۲/۰۵ کیلومتری غرب روستای تخت عدالت واقع شده و این اثر در تاریخ ۲۸ شهریور ۱۳۸۶ با شمارهٔ ثبت ۱۹۶۶۵ به‌عنوان یکی از آثار ملی ایران به ثبت رسیده است.